# Mabel's Wilful Way
Mabel's Wilful Way er en amerikansk stumfilm fra 1915 af Roscoe Arbuckle.

## Medvirkende
- Mabel Normand som Mabel.
- Roscoe Arbuckle som Fatty.
- Edgar Kennedy.
- Alice Davenport.
- Glen Cavender.